# División de Honor B femenina de rugby
La División de Honor B femenina es el segundo nivel de competición de clubes del rugby en España. Al igual que la Liga Iberdrola, la gestiona la Real Federación Española de Rugby.
Fue creada en 2017, y tras la aprobación de su puesta en marcha en la Asamblea de la FER, se renovó en formato liga el 6 de julio de 2019, por petición de la mayoría de los clubes femeninos del país.  

## Sistema de competición
Se juega una primera fase o liga regular a una vuelta entre los ocho equipos durante 7 jornadas, jugando cada equipo 4 partidos en casa y 3 fuera por sorteo puro.
Después, los equipos se dividirán en dos grupos (A y B), lo 4 mejores clasificados (Grupo A) por una parte y los 4 siguientes (Grupo B) por otra, jugando una nueva liga a una vuelta que en realidad será la segunda vuelta entre los equipos de dicho grupo, que ya se habrán enfrentado en la primera vuelta. De manera que, tras las dos fases de liga regular, todos los equipos habrán jugado en casa y fuera contra los equipos de su Grupo (A o B). Además, todos los puntos cuentan en la clasificación (es decir, se arrastran y mantienen los puntos conseguidos en la primera fase).
Tras la liga regular se jugará un play-off por el título (cuartos de final, semifinal y final de la siguiente manera: el 1o y 2o del Grupo A estarán exentos de los cuartos de final, siendo los mismos (QF 1: 3o A – 2o B y QF 2: 4o A – 1o B). Las semifinales serán 1o A – vencedor QF 2 y 2o - vencedor QF 1. Todas las eliminatorias serán a partido único en el campo del equipo mejor clasificado tras la segunda fase, incluida la final, entre los vencederos de los partidos de la eliminatoria de semifinales. 

### Ascensos y descensos
Tras la final de ascenso, el subcampeón jugará una eliminatoria de promoción contra el penúltimo (7o clasificado) de División de Honor Femenina, a un partido en sede neutral a determinar por ambos equipos de mutuo acuerdo y aceptado por la FER. 
El equipo clasificado en última posición (8o clasificado) descenderá a Regional en la temporada siguiente. El penúltimo (7o clasificado) jugará una eliminatoria de promoción contra el 2o equipo clasificado de la Fase de Ascenso a División de Honor B, a un partido en sede neutral a determinar por ambos equipos de mutuo acuerdo y aceptado por la FER.

### Sistema de puntuación
- Cada victoria suma 4 puntos.
- Cada empate suma 2 puntos.
- Cuatro ensayos en un partido suma 1 punto de bonus.
- Perder por una diferencia de siete puntos o inferior suma 1 punto de bonus.

## Palmarés
| Año     | Campeón                   | Subcampeón                 |
| ------- | ------------------------- | -------------------------- |
| 2017–18 | GEiEG                     | La Única R. T.             |
| 2018–19 | Crealia El Salvador       | AVIA Eibar R. T.           |
| 2019–20 | AVIA Eibar R. T.          | C. P. Les Abelles          |
| 2020–21 | C. R. Sant Cugat          | Barcelona U. C.            |
| 2021–22 | C. R. El Salvador         | C. P. Les Abelles          |
| 2022–23 | AVR FC Barcelona          | Getxo R. T.                |
| 2023–24 | Getxo R. T.               | C. R. Complutense Cisneros |
| 2024–25 | Olímpico de Pozuelo R. C. | Eibar R. T.                |
| 2025–26 |                           |                            |

### Total de títulos por equipo
| Club                       | Campeonas | Subcampeonas | Años campeonas  |
| -------------------------- | --------- | ------------ | --------------- |
| C. R. El Salvador          | 2         | 0            | 2018–19 2021–22 |
| Getxo R. T.                | 1         | 1            | 2023-24         |
| Eibar R. T.                | 1         | 2            | 2019–20         |
| AVR FC Barcelona           | 1         | 0            | 2022–23         |
| GEiEG                      | 1         | 0            | 2017–18         |
| C. R. Sant Cugat           | 1         | 0            | 2020–21         |
| Olímpico de Pozuelo R. C.  | 1         | 0            | 2024-25         |
| C. P. Les Abelles          | 0         | 2            | –               |
| C. R. Complutense Cisneros | 0         | 1            | –               |
| La Única R. T.             | 0         | 1            | –               |